# Longitarsus abchasicus
Longitarsus abchasicus es una especie de insecto coleóptero de la familia Chrysomelidae. Fue descrita científicamente en 1986 por Konstantinov.